# Izotopy boru
Bor (B) má přirozeně se vyskytující izotopy 10B a 11B, druhý z nich tvoří asi 80 % přírodního boru. Existuje 14 radioizotopů, které mají neutronová čísla od 6 do 21, všechny s krátkým poločasem přeměny, nejdéle žijící jsou 8B s poločasem přeměny pouhých 770 milisekund a 12B s poločasem přeměny 20,2 ms. Všechny ostatní izotopy mají poločas přeměny kratší než 17,35 ms, nejméně stabilní izotop je 7B s poločasem přeměny 150 yoktosekund. Izotopy s relativní atomovou hmotností pod 10 se přeměňují na helium (přes krátce žijící izotopy beryllia), zatímco ty s relativní atomovou hmotností nad 11 se většinou přeměňují na uhlík.
Relativní atomová hmotnost přírodního boru je 10,811(7).

## Tabulka
| Symbol nuklidu | Z(p) | N(n) | izotopová hmotnost (u) | poločas přeměny                 | způsob rozpadu (y) | dceřiný izotop(y) | jaderný spin | reprezentativní izotopické zastoupení | rozsah přírodního zastoupení |
| -------------- | ---- | ---- | ---------------------- | ------------------------------- | ------------------ | ----------------- | ------------ | ------------------------------------- | ---------------------------- |
| 6B             | 5    | 1    | 6,04681(75)#           |                                 |                    |                   |              |                                       |                              |
| 7B             | 5    | 2    | 7,02992(8)             | 350(50)×10−24 s [1,4(2) MeV]    | p                  | 6Be               | (3⁄2−)       |                                       |                              |
| 8B             | 5    | 3    | 8,0246072(11)          | 770(3) ms                       | β+, α              | 2 4He             | 2+           |                                       |                              |
| 9B             | 5    | 4    | 9,0133288(11)          | 800(300)×10−21 s [0,54(21) keV] | p                  | 8Be               | 3⁄2−         |                                       |                              |
| 10B            | 5    | 5    | 10.0129370(4)          | Stabilní                        | Stabilní           | Stabilní          | 3+           | 19,9(7)                               | 18,929–20,386                |
| 11B            | 5    | 6    | 11,0093054(4)          | Stabilní                        | Stabilní           | Stabilní          | 3⁄2−         | 80,1(7)                               | 79,614–81,071                |
| 12B            | 5    | 7    | 12,0143521(15)         | 20,20(2) ms                     | β− (98.4%)         | 12C               | 1+           |                                       |                              |
| 12B            | 5    | 7    | 12,0143521(15)         | 20,20(2) ms                     | β−, α (1,6%)       | 8Be               | 1+           |                                       |                              |
| 13B            | 5    | 8    | 13,0177802(12)         | 17,33(17) ms                    | β− (99,72%)        | 13C               | 3⁄2−         |                                       |                              |
| 13B            | 5    | 8    | 13,0177802(12)         | 17,33(17) ms                    | β−, n (0,279%)     | 12C               | 3⁄2−         |                                       |                              |
| 14B            | 5    | 9    | 14,025404(23)          | 12,5(5) ms                      | β− (93,96%)        | 14C               | 2−           |                                       |                              |
| 14B            | 5    | 9    | 14,025404(23)          | 12,5(5) ms                      | β−, n (6,04%)      | 13C               | 2−           |                                       |                              |
| 15B            | 5    | 10   | 15,031103(24)          | 9,87(7) ms                      | β−, n (93,6%)      | 14C               | 3⁄2−         |                                       |                              |
| 15B            | 5    | 10   | 15,031103(24)          | 9,87(7) ms                      | β− (6,0%)          | 15C               | 3⁄2−         |                                       |                              |
| 15B            | 5    | 10   | 15,031103(24)          | 9,87(7) ms                      | β−, 2n (0,40%)     | 13C               | 3⁄2−         |                                       |                              |
| 16B            | 5    | 11   | 16,03981(6)            | <190×10−12 s [<0.1 MeV]         | n                  | 15B               | 0−           |                                       |                              |
| 17B            | 5    | 12   | 17,04699(18)           | 5,08(5) ms                      | β−, n (63,0%)      | 16C               | (3⁄2−)       |                                       |                              |
| 17B            | 5    | 12   | 17,04699(18)           | 5,08(5) ms                      | β− (22,1%)         | 17C               | (3⁄2−)       |                                       |                              |
| 17B            | 5    | 12   | 17,04699(18)           | 5,08(5) ms                      | β−, 2n (11,0%)     | 15C               | (3⁄2−)       |                                       |                              |
| 17B            | 5    | 12   | 17,04699(18)           | 5,08(5) ms                      | β−, 3n (3,5%)      | 14C               | (3⁄2−)       |                                       |                              |
| 17B            | 5    | 12   | 17,04699(18)           | 5,08(5) ms                      | β−, 4n (0,40%)     | 13C               | (3⁄2−)       |                                       |                              |
| 18B            | 5    | 13   | 18,05617(86)#          | <26 ns                          | n                  | 17B               | (4−)#        |                                       |                              |
| 19B            | 5    | 14   | 19,06373(43)#          | 2,92(13) ms                     | β−                 | 19C               | (3⁄2−)#      |                                       |                              |

1. ↑  Následně se rozpadá dvojitou protonovou emisí na 4He čistou reakci 7B → 4He + 3 1H
2. ↑  Má 1 halový proton
3. ↑  Okamžitě se rozpadá na dvě alfa částice čistou reakci 9B → 2 4He + 1H
4. ↑  Okamžitě se rozpadá na dvě alfa částice čistou reakci 12B → 3 4He +  e−
5. 1 2  Má 2 halové neutrony